# Henryk Gotlib
Henryk Gotlib (Cracóvia, 1890 – Godstone, Surrey, 30 de dezembro de 1966) foi um pintor polonês nacionalizado britânico, adscrito ao expressionismo. 
Profundamente influenciado por Rembrandt, viveu em Paris de 1923 a 1929, participando nas exposições do salão de Outono e do Salão dos Independentes. Entre 1933 e 1938 realizou estadias na Itália, Grécia e na Espanha, estabelecendo-se definitivamente em Londres no começo da Segunda Guerra Mundial.
Pertenceu ao grupo vanguardista polonês Formiści, que se opunha à arte acadêmica e naturalista, com um estilo no que destacava a deformação da natureza, a subordinação das formas, a abolição de um único ponto de vista e um colorido cru.